# Старовойтов, Василий Степанович
Василий Степанович Старово́йтов (1919 — 2002) — доктор технических наук, профессор, лауреат Ленинской премии (1967).

## Биография
Родился 21 января 1919 года в деревне Морозовичи (ныне Буда-Кошелёвский район, Гомельская область, Белоруссия). Выпускник средней школы в Гомеле.
В 1936—1941 годах учился в МВТУ имени Н. Э. Баумана. Вёл записи лекций на белорусском языке, присоединился к землячеству. В 1947 году окончил с отличием Челябинский механико-машиностроительный институт.
С 1941 года работал на ЧТЗ: инженер-конструктор, ведущий инженер-конструктор, руководитель конструкторской группы. Участвовал в модернизации танка КВ, в создании СУ-152, в разработке литой башни для танка ИС-3.
В 1943 году как представитель завода был прикомандирован к сформированному полку самоходных артиллерийских установок СУ-152, участвовал в боевых операциях под Орлом, оказывал помощь в освоении новой техники и изучая опыт эксплуатации СУ-152 в боевых условиях.
С апреля 1946 по январь 1948 года на комсомольской работе (комсорг на Кировском заводе, секретарь Челябинского горкома ВЛКСМ).
В феврале 1948 года переведён в Ленинград конструктором филиала завода № 100. С 1949 года ведущий инженер-конструктор ВНИИ-100. С 1951 года парторг во ВНИИ-100. С сентября 1953 года начальник КБ, заместитель начальника отдела, начальник лаборатории ВНИИ-100.
В 1958 году защитил кандидатскую диссертацию на тему «Исследование распределения напряжений в торсионах танковых подвесок».
С 16 января 1960 года директор ВНИИ-100. При нём в 1962 году был осуществлен переезд института в посёлке Горелово Ленинградской области. Участник разработки танка Т-64 и самоходных шасси «Луноход-1» и «Луноход-2».
В феврале 1971 года освобождён от должности директора, продолжал работать в институте в качестве начальника лаборатории (до 1987) и главного научного сотрудника.
В 1975 году защитил докторскую диссертацию. Профессор (1981).
С августа 1991 года на пенсии.
Умер 29 марта 2002 года и похоронен на Никольском кладбище Александро-Невской Лавры.

## Награды и премии
- Ленинская премия (1967) — за участие в создании танка Т-64.
- орден «За заслуги перед Отечеством» IV степени (1999)
- орден Красной Звезды (1945)
- орден «Знак Почёта»
- Золотая медаль имени С. П. Королёва (1973)[3]
- медали

## Семья
- жена — Римма Яковлевна Потапова (1923—2010)
- дочери — Галина (1946—1998) и Ольга Старовойтовы.